# Mariavitismus

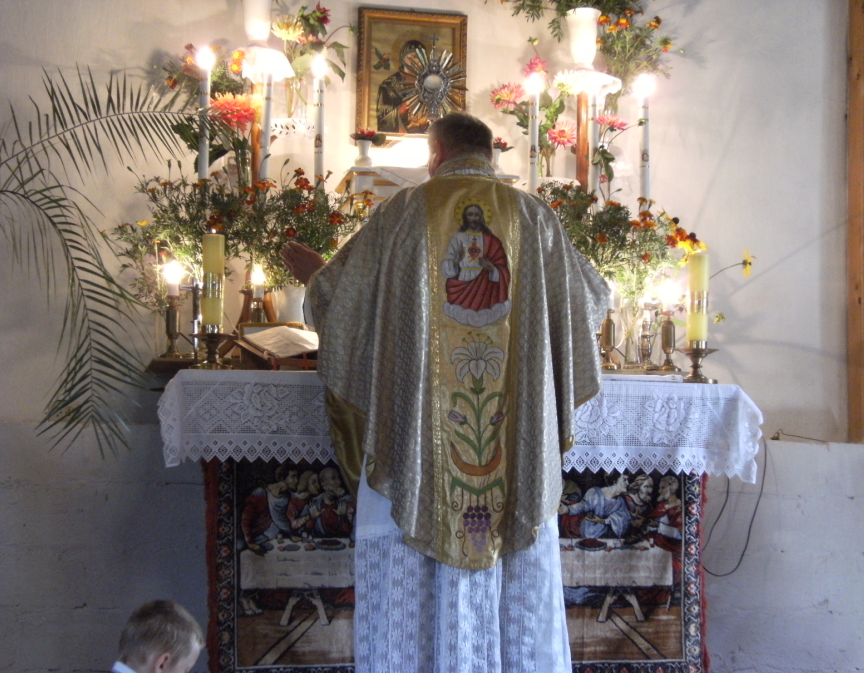
Darbringung des Messopfers durch einen mariavitischen Priester vor dem ausgesetzten Allerheiligsten

Der Mariavitismus ist eine religiöse Bewegung, die 1893 in Polen ihren Ursprung hatte und zunächst innerhalb der römisch-katholischen Kirche angesiedelt war, bis 1904 die Anerkennung vom Papst abgelehnt wurde.

## Anfänge
Seit 1883 war die Nonne Feliksa Kozłowska (1862–1921) Mitglied einer Kongregation, die vom  seliggesprochenen Kapuziner Honorat Koźmiński gegründet wurde. 1887 gründete sie die Kongregation nach der Regel der Klara von Assisi (Klarissen), die später Orden der Mariaviten genannt wurde. Sie nahmen die Regel des Franziskus von Assisi an, die Schwestern die Regel der Klarissen, die Terziaren die Regel des Dritten Ordens des hl. Franziskus.
Polen war zur Zeit der Entstehung der Mariavitenbewegung zwischen Russland, Preußen und Österreich aufgeteilt. Die zaristischen Behörden verboten nach dem polnischen Januaraufstand 1863 die Errichtung von polnisch-nationalen Organisationen sowie alle nichtorthodoxen Klöster und Gemeinschaften. Da sie nach russischem Gesetz rechtswidrig waren, wurden viele römisch-katholische Klöster aufgelöst. In dieser Epoche war die aufkeimende Mariavitenbewegung eine von vielen römisch-katholischen Kongregationen. Wegen der Verehrung, die Feliksa Kozłowska aufgrund ihrer Privatoffenbarungen genoss, schritten die polnischen Bischöfe gegen sie ein. Ihre Liturgie ist eine polnische bzw. litauische Übersetzung der römischen.

## Die Privatoffenbarungen Feliksa Kozłowskas
1893 soll Maria Franciszka Kozłowska Visionen empfangen haben. Am 2. August 1893 wurde die Bewegung der „Mariaviten“ gegründet. Der Name „Mariaviten“ leitet sich von dem lateinischen Mariae vitam imitans („dem Leben Marias nacheifernd“) bzw. von Mariae vitae cultores („Verehrer des Lebens Mariens“').
Kozlowskas Visionen zwischen 1893 und 1918 wurden 1922 im Sammelband „Dzieło Wielkiego Miłosierdzia“ – „Werk der großen Gnade“ – veröffentlicht. Diese „Offenbarungen“ sind neben der Bibel die geistliche Quelle der Mariaviten. In den Visionen kämpft Feliksa Kozłowska gegen den moralischen Niedergang der Welt, besonders den des Klerus. In der ersten Vision sei aufgetragen worden, die Ordnung des katholischen Klerus neu zu organisieren. Die heilige Kommunion sei das wichtigste Sakrament für getaufte Christen. Die Mariaviten verpflichteten sich, den Inhalt dieser Privatoffenbarungen zu verbreiten.

## Kirchliche Verurteilung
Feliksa Kozłowska und die ihr nahestehenden Priester sahen die Bewegung der Mariaviten als Werkzeug Gottes zur inneren Mission und Reform in der katholischen Kirche an. Der Bischof von Płock leitete die Approbation der Mariaviten ein und beauftragte deren Leitung, die Dokumente nach Rom zu senden. Einen Monat später empfing Papst Pius X. deren Delegation. Zeitgleich wählten die Mariaviten Jan Maria Michał Kowalski zum ersten Generalminister. Im Juni 1904 reiste dann eine weitere Delegation nach Rom, trug der Kurie erneut die Wichtigkeit und Dringlichkeit ihrer Mission vor, sodass Pius X. die Anerkennung der Kongregation versprach.
Die Kongregation für die Glaubenslehre entschied jedoch gegen die Approbation der Mariaviten, und im Dezember 1904 verwehrte Pius X. die Anerkennung. Pius X. löste die Bewegung auf und verbot jeden Kontakt zwischen den Priestern und Feliksa Kozłowska. Zwei weitere Delegationen nach Rom blieben erfolglos. Die Mariaviten lehnten sich dagegen auf. Im Februar 1906 verweigerten sie den Bischöfen in Polen den Gehorsam. Der Papst reagierte mit der Enzyklika Tribus circiter, wobei Pius X. die Anerkennung der Mariaviten von der Ablehnung der Privatoffenbarungen Feliksa Kozłowskas abhängig machte. Aus diesen Offenbarungen leitet sich aber der Auftrag der Mariaviten ab und so lehnten sie ab, woraufhin Pius X. den großen Kirchenbann aussprach. Feliksa Kozłowska und Jan Maria Michał Kowalski wurden daraufhin am 5. April 1906 exkommuniziert. Feliksa Kozłowska war zugleich die erste Frau, die der Heilige Stuhl exkommunizierte.
Von 1972 bis 1974 visitierte der Jesuit Stanisław Bajko im Auftrag des Päpstlichen Rates zur Förderung der Einheit der Christen den Mariavitenorden. Der Anlass und das Ergebnis der Überprüfung sind unbekannt.

## Altkatholische Kirche der Mariaviten
Ab 1909 war die Altkatholische Kirche der Mariaviten Mitglied der Utrechter Union, wurde aber 1924 aus dieser ausgeschlossen. Der Grund waren sogenannte mystische Ehen zwischen Priestern und Nonnen. 1935 spaltete sich die Kirche in die beiden Zweige:
- Altkatholische Kirche der Mariaviten (Płock), sie stand unter der Leitung von Klemens Maria Philipp Feldmann; und die
- Katholische Kirche der Mariaviten (Felicjanów), deren Bischof Jan Maria Michał Kowalski war. Er war in Abwesenheit von der Generalversammlung abgesetzt worden.

Am 1. April 2014 wurde die Wiederaufnahme der Altkatholischen Kirche der Mariaviten in die Utrechter Union beschlossen, wobei die Mitgliedschaft erst mit der Unterzeichnung der Vereinbarung durch die Bischöfe der Mariaviten in Kraft tritt, die bestimmte Selbstverpflichtungen von Seiten der Mariaviten umfasst.

## Orden der Mariaviten in Deutschland – Auslandsjurisdiktion
Der „Orden der Mariaviten in Deutschland – Auslandsjurisdiktion“ hat seinen Sitz in Köln. Dessen Leiter wird den Vagantenbischöfen zugerechnet und weder von der Altkatholischen Kirche der Mariaviten (AKM) noch von der Katholischen Kirche der Mariaviten (KKM) anerkannt.
Das Bistum Limburg warnte in seinem Amtsblatt vom November 2004, das Erzbistum Köln im Amtsblatt vom Mai 2007 vor „Aktivitäten der in Köln ansässigen Auslandsjurisdiktion des so genannten Ordens der Mariaviten in Deutschland‘.“ Die Diözese Rottenburg-Stuttgart warnte ebenfalls im Mai 2007 vor einem angeblichen Prälaten der Mariaviten, der um Spenden für eine Tätigkeit in Paraguay warb. Alle kirchlichen Amtsblätter heben hervor, dass zwischen der römisch-katholischen Kirche und den Mariaviten keine Verbindung besteht.

## Oberhäupter des Ordens der Mariaviten – Auslandsjurisdiktion
- 1938–1951 Maria Marc Fatôme, Nantes, * 31. Dezember 1875; † 27. August 1951
- 1951–1988 Maria Norbert Paulus Maas, * 25. August 1918; † 16. August 1992
- 1988–0000 Maria Udo Norbert Szuwart (Pater Norbert), * 15. Januar 1942